# جو تشيونغ
جو تشيونغ (بالصينية: 張同祖) هو كاتب سيناريو ومخرج وممثل صيني، ولد في 24 يوليو 1944 بهونغ كونغ في الصين.

## أعمال

### أفلام
- (2000) في مزاج للحب

## وصلات خارجية
- جو تشيونغ على موقع IMDb (الإنجليزية)
- جو تشيونغ على موقع ألو سيني (الفرنسية)
- جو تشيونغ على موقع أول موفي (الإنجليزية)
- جو تشيونغ على موقع قاعدة بيانات الفيلم (الإنجليزية)
- جو تشيونغ على موقع كينوبويسك (الروسية)